# Ayuntamiento de Vejer de la Frontera
El Ayuntamiento de Vejer de la Frontera es la institución que se encarga de gobernar el municipio de Vejer de la Frontera, en la provincia de Cádiz. Está precedido por el alcalde de dicho municipio, el cual, desde 1979 es elegido democráticamente. Actualmente, desde el 17 de junio de 2023, ostenta la alcaldía Antonio González Mellado, del Partido Socialista Obrero Español.

## Alcaldes
En el municipio andaluz de Vejer ha habido muchos alcaldes históricos, como Francisco Salgueiro Rodríguez, que fue el último republicano de Vejer, en la legislatura de 1936, y también lo fue Ricardo Shelly Castrillón, que ha sido desde 1886 a 1890. El primero democrático fue Antonio Morillo Crespo de la Unión de Centro Democrático (UCD).

Actualmente es Antonio González Mellado, alcalde de la localidad desde el 17 de junio de 2023, por el Partido Socialista Obrero Español (PSOE).
| Periodo   | Nombre                     | Partido                                  |
| --------- | -------------------------- | ---------------------------------------- |
| 1979-1983 | Antonio Morillo Crespo     | Unión de Centro Democrático (UCD)        |
| 1983-1987 | Antonio Morillo Crespo     | Unión de Centro Democrático (UCD)        |
| 1987-1991 | Antonio Morillo Crespo     | Unión de Centro Democrático (UCD)        |
| 1991-1995 | Ricardo Chamorro Rodríguez | Partido Andalucista (PA)                 |
| 1995-1999 | Antonio Jesús Verdú Tello  | Partido Socialista Obrero Español (PSOE) |
| 1999-2003 | Antonio Jesús Verdú Tello  | Partido Socialista Obrero Español (PSOE) |
| 2003-2007 | Antonio Jesús Verdú Tello  | Partido Socialista Obrero Español (PSOE) |
| 2007-2011 | José Ortiz Galván          | Partido Popular (PP)                     |
| 2011-2015 | José Ortiz Galván          | Partido Popular (PP)                     |
| 2015-2019 | José Ortiz Galván          | Partido Popular (PP)                     |
| 2019-2023 | Manuel Flor Lara           | Partido Popular (PP)                     |
| 2023-act. | Antonio González Mellado   | Partido Socialista Obrero Español (PSOE) |

## Resultados electorales
| Partido político                                            | 2023  | 2023  | 2023       | 2019  | 2019  | 2019       | 2015  | 2015  | 2015       | 2011  | 2011  | 2011       | 2007  | 2007  | 2007       |
| Partido político                                            | Votos | %     | Concejales | Votos | %     | Concejales | Votos | %     | Concejales | Votos | %     | Concejales | Votos | %     | Concejales |
| Partido Socialista Obrero Español (PSOE)                    | 3331  | 49,17 | 9          | 2381  | 36,74 | 7          | 2276  | 34,24 | 6          | 2414  | 35,78 | 6          | 3462  | 53,87 | 10         |
| Partido Popular (PP)                                        | 3141  | 46,36 | 8          | 3399  | 52,45 | 10         | 3677  | 55,32 | 10         | 3653  | 54,15 | 10         | 1579  | 24,57 | 4          |
| Izquierda Unida (IU)                                        | —     | —     | —          | 265   | 4,08  | 0          | 492   | 7,40  | 1          | 505   | 7,49  | 1          | 644   | 10,02 | 2          |
| Partido Andalucista (PA)-Espacio Plural Andaluz (PA-EP-And) | —     | —     | —          | —     | —     | —          | 98    | 1,47  | 0          | 44    | 0,65  | 0          | 549   | 8,54  | 1          |

## Evolución de la deuda viva municipal
El concepto de deuda viva contempla sólo las deudas con cajas y bancos relativas a créditos financieros, valores de renta fija y préstamos o créditos transferidos a terceros, excluyéndose, por tanto, la deuda comercial.
| Gráfica de evolución de la deuda viva del Ayuntamiento entre 2008 y 2023                                       |
| |
| Deuda viva del Ayuntamiento de Vejer de la Frontera, en miles de euros, según datos del Ministerio de Hacienda |